# (3806) Tremaine
(3806) Tremaine (1981 EW32) – planetoida z pasa głównego asteroid okrążająca Słońce w ciągu 4,06 lat w średniej odległości 2,55 j.a. Odkrył ją Schelte Bus 1 marca 1981 roku.